# Body slam

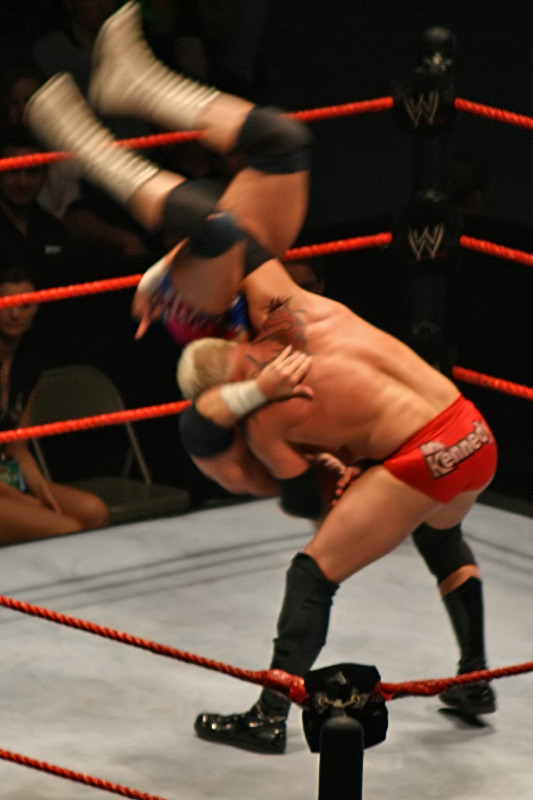
Ken Anderson fa un bodyslam a Hardcore Holly, 2007

Nel mondo del wrestling l'espressione body slam indica una mossa tra le più comunemente utilizzate. In generale, qualunque mossa che porti l'esecutore ad alzare da terra l'avversario per poi buttarlo al suolo è un body slam: ne esistono perciò molte varianti e tra queste le più famose sono la Chokeslam e il Pumphandle drop.

## Fireman's carry throws

### Airplane Spin
Un lottatore solleva l'avversario sulle spalle e gira su e giù finché non ha le vertigini e si schianta a terra.

#### Inverted Airplane Spin
Conosciuto anche come UFO (Unidentified Flying Opponent), questa mossa viene eseguita da un Backbreaker Rack Hold argentino. Occasionalmente, la persona che esegue la mossa può farlo senza le mani sull'avversario, tipicamente sui fianchi.

### Spinning Crucifix Toss
L'attaccante solleva l'avversario sopra la schiena con il braccio dell'avversario disteso in una presa del crocifisso, gira più volte sul posto, spinge l'avversario in alto e si sposta, lasciandolo cadere sul tappeto.

### Death Valley Driver
Conosciuta anche come la bomba della Valle della Morte in Giappone, questa mossa viene eseguita dal trasporto di un vigile del fuoco. Il lottatore lancia l'avversario dalle spalle e cade nella direzione in cui è rivolta la testa dell'avversario, spingendo la testa dell'avversario o indietro nel tappeto. Simile all'acquisizione del trasporto da parte del vigile del fuoco, con più enfasi sul prendere di mira il collo.

#### Inverted Death Valley Driver
Conosciuto anche come Victoria Driver o Burning Hammer, questa mossa viene eseguita da una posizione di rack backbreaker argentina. Il lottatore quindi cade di lato, spingendo la testa dell'avversario sul tappeto. Questa è considerata una mossa estremamente pericolosa, poiché il corpo dell'avversario non può rotolare con lo slancio naturale della mossa per assorbire l'impatto. In una variazione spietata di questo pilota, invece di tenere il corpo dell'avversario, un lottatore tiene il braccio più lontano dell'avversario attraverso la gola dell'avversario e lo mantiene tenendo il polso dell'avversario prima di eseguire il pilota invertito della Valle della Morte. 

#### Side Death Valley Driver
Una variazione tra il normale pilota della Death Valley e quello invertito. L'avversario giace su un fianco sulle spalle del lottatore, rivolto nella direzione opposta o nella stessa direzione del lottatore, con il lottatore che tiene l'avversario per la parte inferiore della gamba e la testa o la parte inferiore del braccio. Il lottatore quindi cade di lato, spingendo prima l'avversario sul tappeto con la spalla e il collo. 

### Fireman's carry drop
Il lottatore che attacca prima solleva l'avversario sopra le spalle nella posizione di trasporto di un pompiere. Il lottatore attaccante quindi spinge l'avversario in avanti e fuori dal corpo, sbattendolo a faccia in giù sul tappeto. Il lottatore può atterrare in posizione inginocchiata o accovacciata. 

#### Fireman's carry headlock spinning elbow drop
Il lottatore esegue il trasporto del vigile del fuoco da una posizione eretta, quindi lancia l'avversario dalle spalle e lo lascia cadere in un Headlock Elbow Drop.

#### Fireman's carry sitout side powerslam
Il wrestler wrestler esegue il trasporto del vigile del fuoco da una posizione eretta, quindi fa oscillare l'avversario e lo lascia cadere sul lato di Sitout powerslam. 

#### Fireman's carry Slam
Il lottatore prima avvolge un avversario sulle spalle nella posizione di trasporto di un pompiere. Il lottatore quindi afferra la coscia e il braccio dell'avversario, che sono appesi sul lato anteriore del lottatore, e si sporge in avanti, tirando l'avversario sopra la testa e le spalle, sbattendolo sulla schiena davanti al lottatore. Il carry slam di un vigile del fuoco rotolante è una variazione che vede il lottatore tenere l'avversario e correre in avanti prima di sbattere l'avversario a terra, usando lo slancio per rotolare sopra l'avversario ed è indicato come Steam Roller, Rolling Hills o Finlay Rotolo. Esiste anche una variazione spaccacollo in cui il lottatore solleva l'avversario sulle spalle in un trasporto da vigile del fuoco, quindi solleva l'avversario e afferra la testa prima di sbatterlo a terra in uno schianto spaccacollo.

#### Forward fireman's carry slam
L'esecutore prende l'avversario in un fireman's carry contrario e poi, invece di gettare l'avversario di lato, lo si butta in avanti.

#### Rolling fireman's carry slam
Variazione che prevede che l'esecutore corra prima di schiacciare l'avversario a terra; il wrestler esegue una capriola che termina con l'avversario a terra coperto dalla schiena dell'esecutore. 

#### Swinging leg hook fireman's carry slam
Mossa che prevede di mettere l'avversario in una posizione fireman's carry, senza alzarlo, stando piegato con la propria schiena durante tutta la mossa che prevede un braccio per agganciare una gamba dell'avversario e porre la propria testa sotto l'ascella dell'avversario per poi prendere lo slancio facendo compiere un arco di 180 gradi lateralmente all'avversario portandolo a cadere come in un samoan drop. Esiste una variante dove entrambi i wrestler compiono un giro di 360 gradi lateralmente dalla posizione di partenza.

#### Fireman's Carry Takeover
Esistono due versioni: la prima è presa in prestito dal wrestling amatoriale e vede il lottatore inginocchiarsi su un ginocchio e contemporaneamente afferrare una delle cosce dell'avversario con un braccio e una delle braccia dell'avversario con l'altro braccio. Il lottatore quindi tira l'avversario sulle spalle e si alza leggermente, usando il movimento per spingere l'avversario dalle spalle, facendolo cadere sul tappeto sulla schiena. L'altro ricorda da vicino un pilota della Death Valley. Il lottatore esegue il trasporto del vigile del fuoco da una posizione eretta, quindi lancia l'avversario dalle spalle mentre cade in ginocchio, facendo atterrare l'avversario sulla schiena. La variante in piedi è una versione a più alto impatto della mossa perché il lottatore cade da un'altezza maggiore.

### Olympic Slam
Il lottatore tiene il polso dell'avversario mentre mette la testa sotto il petto dell'avversario, afferra l'interno di una delle gambe dell'avversario, quindi solleva l'avversario sulle spalle mentre cade all'indietro.

### Samoan Drop
Il lottatore avvolge un avversario sulle spalle nella posizione di Fireman'S Carry, quindi cade all'indietro, spingendo l'avversario sul tappeto sulla schiena. Sono anche possibili un gancio per gamba oscillante con una sola mano e una versione a torsione. 

### Flapjack
Può anche essere chiamato pancake slam, questa manovra prevede che il lottatore attaccante sollevi l'avversario con un movimento rapido mentre tiene una gamba o entrambe le gambe. Di solito, la parte superiore del corpo e la testa dell'avversario sono sollevate sopra una spalla dell'attaccante, mentre le gambe sono state afferrate. L'attaccante quindi cade sulla schiena, portando con sé le gambe dell'avversario. L'avversario atterra a faccia in giù sul tappeto, con la parte superiore del corpo danneggiata. La versione a gamba singola è più comunemente usata. 

### Spinning flapjack
Variante del flapjack. Consiste nel far girare l'avversario per poi farlo cadere.